# Robert L. Fish
Robert L. Fish (* 21. August 1912 in Cleveland, Ohio; † 23. Februar 1981 in Trumbull, Connecticut) war ein US-amerikanischer Schriftsteller. Er ist vor allem als Autor von Kriminalromanen international bekannt geworden. Einige seiner Romane und Kurzgeschichten erschienen unter dem Pseudonym Robert L. Pike.

## Leben
Robert Lloyd Fish studierte Maschinenbau und arbeitete als Bauingenieur. 1953 zog er mit seiner Frau und den beiden Töchtern zu Montagearbeiten nach Brasilien. Er blieb neun Jahre in Südamerika und begann damals mit dem Schreiben von Kurzgeschichten, die vom Ellery-Queen-Kriminalmagazin veröffentlicht wurden.
Nach seiner Rückkehr in die Vereinigten Staaten 1962 beschloss er, sich ganz auf seine schriftstellerischen Tätigkeiten zu konzentrieren. Bereits sein erster Roman, The Fugitive, wurde 1963 als bester Erstlingsroman mit dem renommierten Edgar Allan Poe Award ausgezeichnet. Für seine Kurzgeschichte Moonlight Gardener ehrten ihn die Mystery Writers of America (MWA) 1972 erneut mit dem Edgar Award in der Kategorie Beste Kurzgeschichte.
Sein unter dem Pseudonym Robert L. Pike veröffentlichter Roman Mute Witness wurde mit Steve McQueen als Hauptdarsteller unter dem Titel Bullitt verfilmt. Aus dem 1978 erschienenen Pursuit entstand die vierteilige Fernsehserie Twisted Fate. Im Laufe seiner Karriere publizierte Fish mehr als 40 Romane und viele Kurzgeschichten. Die meisten seiner Werke wurden ins Deutsche übersetzt. Viele seiner Storys spielen in Brasilien. 1977 verfasste er eine Biografie über Pelé. Seine in Jiddisch geschriebenen Sherlock-Holmes-Parodien stießen bei der Leserschaft auf ein geteiltes Echo.
Fish, der jüdischen Glaubens war, befasste sich in mehreren seiner Bücher mit dem Schicksal von nach dem Zweiten Weltkrieg untergetauchten Nationalsozialisten. So beschreibt er etwa in Pursuit den Aufstieg eines ehemaligen SS-Mannes, den eine bizarre Laune des Schicksals ausgerechnet nach Israel verschlagen hat, zu einem ranghohen General.
Nach seinem Tod im Februar 1981 wurde ein jährlich verliehener Preis für die beste Kriminalkurzgeschichte eines US-amerikanischen Autors nach ihm benannt, der Robert L. Fish Memorial Award.

## Werke

### Als Robert L. Fish veröffentlichte Bücher
- The Fugitive, 1962
- Isle of Snakes, 1963 (dt. Die Insel der Schlangen. Kriminal-Roman, München 1964; 2. Auflage, München 1981, ISBN 3-442-05426-5))
- The Shrunken Head, 1963 (dt. Ein Kopf für den Minister. Kriminalroman, München 1965; 3. Auflage München 1986, ISBN 3-442-05007-3))
- Brazilian Sleigh Ride, 1965 (dt. Zwischenlandung in Recife. Kriminalroman, München und Wollerau 1968)
- The Diamond Bubble, 1965 (dt. Die Spinne auf der Hand. Kriminalroman, München 1965)
- Trials of O'Brien, 1965 (dt. Komm mein Freund und häng für mich, Bern, München und Wien 1971: 2. Auflage unter dem Titel Ein Freund hängt für den anderen, Bern, München und  Wien 1989, ISBN 3-502-51204-3)
- The Incredible Schlock Homes, 1966
- Always Kill a Stranger, 1967 (dt. In Rio droht Gefahr. Kriminalroman, München und Wollerau 1967)
- The Hochmann Miniatures, 1967
- The Bridge That Went Nowhere, 1968 (dt. Die Nackte an der Copacabana. Kriminalroman, München und Wollerau 1968)
- The Murder League, 1968 (dt. Die Mörder-Liga. Kriminalroman, München 1970; zuletzt unter ISBN 3-453-10508-7)
- The Xavier Affair, 1969 (dt. Die Xavier-Affäre. Kriminal-Thriller, München 1970)
- Whirligig, 1970
- The Green Hell Treasure, 1971 (dt. Die Insel der grünen Hölle, Bern und München 1974; 2. Auflage 1990 unter ISBN 3-502-51277-9)
- Rub-a-Dub-Dub, 1971 (dt. Alle meine Mörderlein. Kriminalroman, München 1972)
- The Tricks of the Trade, 1972
- A Handy Death, 1973
- The Wager, 1974 (dt. Die 10-$-Wette. Kriminalroman, München und Wollerau 1977 (?), ISBN 3-442-26064-7)
- The Memoirs of Schlock Homes, 1974 (dt. Schlock Homes &  Dr. Watney. Die witzigsten Detektivgeschichten der Welt, Stuttgart 1981, ISBN 3-7767-0265-6)
- Trouble in Paradise, 1975
- Kek Huuygens Smuggler, 1976
- Pelé, My Life and the Beautiful Game, 1977 (dt. Mein Leben und das schönste Spiel, Frankfurt am Main, Wien und 1977, ISBN 3-550-07673-8)
- Pursuit, 1978
- A Gross Carriage of Justice, 1979
- The Gold of Troy, 1980
- Rough Diamond, 1981

Darüber hinaus vollendete Fish 1963 auch Jack Londons Roman The Assassination Bureau ltd.(dt. Das Mordbüro).

### Als Robert L. Pike veröffentlichte Bücher
- Mute Witness, 1963 (dt. Polizeirevier 52, New York. Kriminalroman, Bern, München und Wien 1965)
- The Quarry, 1964 (dt. Die Rache des anderen. Kriminalroman, Bern, München und Wien 1966)
- Police Blotter, 1965 (dt. Schüsse, die ins Schwarze trafen. Kriminalroman, Bern, München und Wien 1967)
- Reardon, 1970 (dt. Ein unbekannter toter Mann. Kriminalroman, München 1971)
- The Gremlin's Grandpa, 1972 (dt. Polizeischutz für den Gangsterboß. Kriminalroman, München 1974, ISBN 3-453-10174-X)
- Bank Job, 1974 (dt. Der dunkle Ehrenmann. Kriminalroman, München 1976, ISBN 3-453-10262-2)
- Deadline 2 AM, 1976 (dt. Übergabe 2 Uhr nachts. Kriminalroman, Reinbek bei Hamburg 1978, ISBN 3-499-42444-4)